# Ману Беннетт
Джонатан Ману Беннет (англ. Jonathan Manu Bennett; нар. 10 жовтня 1969, Роторуа, Нова Зеландія) — австралійський кіноактор. Відомий за ролями у серіалах «Спартак: Кров та пісок» (2010), «Хроніки Шаннари» (2016) та «Стріла», а також за роллю Азога у кинотрилогії «Хоббіт».

## Біографія

### Навчання
Син новозеландського співака Теда Беннета та австралійської моделі Джин Беннет (до шлюбу Кларк). Сім'я переїхала до Австралії, коли Ману було всього декілька місяців. У Теда та Джин було ще двое дітей, окрім Ману — Стефен та Рейчел. Сім'я жила в Сіднеї та Ньюкаслі. В 1986 році Ману повертається до Нової Зеландії, де пішов до маорійського коледжу Те Ауте, де займається музикою, танцями та регбі. Після закінчення коледжу повернувся до Австралії, де приєднався до NSW Schoolboys Rugby Union Team. Потім Ману необхудно вибрати, чи продовжувати спортивну кар'єру, кар'єру танцюриста чи актора і він обирає шлях актора, вступаючи до театрального інституту Лі Страсберга.

### Професійна діяльність
Кар'єра Ману розпочалась участю в серіалі Райський Пляж в 1993 році. З цього часу і по 2010 актор зіграв близько 20 ролей в фільмах та серіалах. В 2010 році його було обрано на роль Крікса в серіалі Спартак, після якого актор здобув популярність.
Також в 2012—2014 роках був задіяний в кінотрилогії Хоббіт, де виконав роль Азога Сквернителя.
В 2013—2020 роках виконував роль Слейда Уїлсона/Дефстроука в серіалі Стріла. 2016-го знявся в фільмі «Бета-тест»; 2017-го — «Смертельні перегони 2050».